# 苑馬寺
苑馬寺，明朝官署之一，官員有苑馬寺卿一人，少卿一人，寺丞無定員，屬下有主簿、牧監、監正、監副、錄事、圉長，聽命於兵部。永樂四年（1406年）設置北直隸、遼東、平涼、甘肅四地苑馬寺，十八年（1420年）裁北直隸苑馬寺，併入太僕寺，正統四年（1439年）裁甘肅苑馬寺。
弘治二年（1489年）平涼苑馬寺革寺丞一員，十七年（1504年）左副都御史楊一清上奏請求揀選有能力的參政、副使補升行太僕、苑馬二寺卿，參議、僉事則補升行太僕、苑馬二寺少卿，以振興馬政，十八年（1505年）再請添設苑馬寺寺員。嘉靖三十二年（1553年）遼東苑馬寺卿張思兼轄遼東都司金州衛、復州衛、蓋州衛軍民，四十二年（1563年）兼理當地兵備事務。
清朝沿設，康熙四年（1665年）裁撤。